# Crenicichla inpa
Crenicichla inpa är en fiskart som beskrevs av Ploeg, 1991. Crenicichla inpa ingår i släktet Crenicichla och familjen Cichlidae. Inga underarter finns listade i Catalogue of Life.